# Tele-Romeo (album)
Tele-Romeo is het derde album van de Vlaamse meidengroep K3. Het album is verschenen op 31 augustus 2001. In zowel de Nederlandse Album Top 100 als de albumlijst van de Vlaamse Ultratop 50 bereikte het album de eerste plaats. Een jaar na het verschenen was kwam er een limted edition uit. In 2008 werd het album heruitgebracht met een extra cd met de meezingversies van de nummers.
In 2021 werd het album ook in gelimiteerde uitgave uitgebracht op langspeelplaat. Het vinyl van deze plaat is paars gekleurd, hetzelfde paars dat ook in de originele hoes gebruikt werd.

## Singles uit het album
| Single met eventuele hitnotering(en) in de Nederlandse Top 40 | Datum van verschijnen | Datum van binnenkomst | Hoogste positie | Aantal weken | Opmerkingen |
| ------------------------------------------------------------- | --------------------- | --------------------- | --------------- | ------------ | ----------- |
| Blub, ik ben een vis! / Oma's aan de top                      | 2001                  | 13-10-2001            | 18              | 10           |             |

| Single met hitnotering(en) in de Vlaamse Ultratop 50 | Datum van verschijnen | Datum van binnenkomst | Hoogste positie | Aantal weken | Opmerkingen |
| ---------------------------------------------------- | --------------------- | --------------------- | --------------- | ------------ | ----------- |
| Oma's aan de top                                     | 2000                  | 09-12-2000            | 4               | 14           |             |
| Tele-Romeo / Blub, ik ben een vis!                   | 2001                  | 16-06-2001            | 1(6wk)          | 20           | Platina     |
| Mama's en papa's                                     | 2001                  | 29-09-2001            | 18              | 10           |             |
| Je hebt een vriend                                   | 2001                  | 15-12-2001            | 20              | 10           |             |

## Hitnotering
| "Tele-Romeo" in de Nederlandse Album Top 100 - binnen: 24-11-2001 | "Tele-Romeo" in de Nederlandse Album Top 100 - binnen: 24-11-2001 | "Tele-Romeo" in de Nederlandse Album Top 100 - binnen: 24-11-2001 | "Tele-Romeo" in de Nederlandse Album Top 100 - binnen: 24-11-2001 | "Tele-Romeo" in de Nederlandse Album Top 100 - binnen: 24-11-2001 | "Tele-Romeo" in de Nederlandse Album Top 100 - binnen: 24-11-2001 | "Tele-Romeo" in de Nederlandse Album Top 100 - binnen: 24-11-2001 | "Tele-Romeo" in de Nederlandse Album Top 100 - binnen: 24-11-2001 | "Tele-Romeo" in de Nederlandse Album Top 100 - binnen: 24-11-2001 | "Tele-Romeo" in de Nederlandse Album Top 100 - binnen: 24-11-2001 | "Tele-Romeo" in de Nederlandse Album Top 100 - binnen: 24-11-2001 | "Tele-Romeo" in de Nederlandse Album Top 100 - binnen: 24-11-2001 | "Tele-Romeo" in de Nederlandse Album Top 100 - binnen: 24-11-2001 | "Tele-Romeo" in de Nederlandse Album Top 100 - binnen: 24-11-2001 | "Tele-Romeo" in de Nederlandse Album Top 100 - binnen: 24-11-2001 | "Tele-Romeo" in de Nederlandse Album Top 100 - binnen: 24-11-2001 | "Tele-Romeo" in de Nederlandse Album Top 100 - binnen: 24-11-2001 | "Tele-Romeo" in de Nederlandse Album Top 100 - binnen: 24-11-2001 | "Tele-Romeo" in de Nederlandse Album Top 100 - binnen: 24-11-2001 | "Tele-Romeo" in de Nederlandse Album Top 100 - binnen: 24-11-2001 | "Tele-Romeo" in de Nederlandse Album Top 100 - binnen: 24-11-2001 | "Tele-Romeo" in de Nederlandse Album Top 100 - binnen: 24-11-2001 | "Tele-Romeo" in de Nederlandse Album Top 100 - binnen: 24-11-2001 | "Tele-Romeo" in de Nederlandse Album Top 100 - binnen: 24-11-2001 | "Tele-Romeo" in de Nederlandse Album Top 100 - binnen: 24-11-2001 | "Tele-Romeo" in de Nederlandse Album Top 100 - binnen: 24-11-2001 | "Tele-Romeo" in de Nederlandse Album Top 100 - binnen: 24-11-2001 | "Tele-Romeo" in de Nederlandse Album Top 100 - binnen: 24-11-2001 | "Tele-Romeo" in de Nederlandse Album Top 100 - binnen: 24-11-2001 | "Tele-Romeo" in de Nederlandse Album Top 100 - binnen: 24-11-2001 |
| Week                                                              | 1                                                                 | 2                                                                 | 3                                                                 | 4                                                                 | 5                                                                 | 6                                                                 | 7                                                                 | 8                                                                 | 9                                                                 | 10                                                                | 11                                                                | 12                                                                | 13                                                                | 14                                                                | 15                                                                | 16                                                                | 17                                                                | 18                                                                | 19                                                                | 20                                                                | 21                                                                | 22                                                                | 23                                                                | 24                                                                | 25                                                                | 26                                                                | 27                                                                | 28                                                                | 29                                                                |
| ----------------------------------------------------------------- | ----------------------------------------------------------------- | ----------------------------------------------------------------- | ----------------------------------------------------------------- | ----------------------------------------------------------------- | ----------------------------------------------------------------- | ----------------------------------------------------------------- | ----------------------------------------------------------------- | ----------------------------------------------------------------- | ----------------------------------------------------------------- | ----------------------------------------------------------------- | ----------------------------------------------------------------- | ----------------------------------------------------------------- | ----------------------------------------------------------------- | ----------------------------------------------------------------- | ----------------------------------------------------------------- | ----------------------------------------------------------------- | ----------------------------------------------------------------- | ----------------------------------------------------------------- | ----------------------------------------------------------------- | ----------------------------------------------------------------- | ----------------------------------------------------------------- | ----------------------------------------------------------------- | ----------------------------------------------------------------- | ----------------------------------------------------------------- | ----------------------------------------------------------------- | ----------------------------------------------------------------- | ----------------------------------------------------------------- | ----------------------------------------------------------------- | ----------------------------------------------------------------- |
| Nummer                                                            | 4                                                                 | 1                                                                 | 1                                                                 | 2                                                                 | 4                                                                 | 7                                                                 | 9                                                                 | 11                                                                | 10                                                                | 10                                                                | 7                                                                 | 8                                                                 | 11                                                                | 10                                                                | 12                                                                | 8                                                                 | 11                                                                | 22                                                                | 23                                                                | 19                                                                | 26                                                                | 14                                                                | 4                                                                 | 3                                                                 | 4                                                                 | 6                                                                 | 6                                                                 | 7                                                                 | 7                                                                 |
| Week                                                              | 30                                                                | 31                                                                | 32                                                                | 33                                                                | 34                                                                | 35                                                                | 36                                                                | 37                                                                | 38                                                                | 39                                                                | 40                                                                | 41                                                                | 42                                                                | 43                                                                | 44                                                                | 45                                                                | 46                                                                | 47                                                                | 48                                                                | 49                                                                | 50                                                                | 51                                                                | 52                                                                | 53                                                                | 54                                                                |                                                                   | 55                                                                | 56                                                                |                                                                   |
| Nummer                                                            | 10                                                                | 14                                                                | 16                                                                | 16                                                                | 17                                                                | 14                                                                | 12                                                                | 11                                                                | 8                                                                 | 7                                                                 | 9                                                                 | 12                                                                | 16                                                                | 21                                                                | 32                                                                | 43                                                                | 55                                                                | 60                                                                | 63                                                                | 61                                                                | 79                                                                | 98                                                                | 98                                                                | 83                                                                | 97                                                                | uit                                                               | 98                                                                | 91                                                                | uit                                                               |

| "Tele-Romeo" in de Vlaamse Ultratop 50 - binnen: 08-09-2001 | "Tele-Romeo" in de Vlaamse Ultratop 50 - binnen: 08-09-2001 | "Tele-Romeo" in de Vlaamse Ultratop 50 - binnen: 08-09-2001 | "Tele-Romeo" in de Vlaamse Ultratop 50 - binnen: 08-09-2001 | "Tele-Romeo" in de Vlaamse Ultratop 50 - binnen: 08-09-2001 | "Tele-Romeo" in de Vlaamse Ultratop 50 - binnen: 08-09-2001 | "Tele-Romeo" in de Vlaamse Ultratop 50 - binnen: 08-09-2001 | "Tele-Romeo" in de Vlaamse Ultratop 50 - binnen: 08-09-2001 | "Tele-Romeo" in de Vlaamse Ultratop 50 - binnen: 08-09-2001 | "Tele-Romeo" in de Vlaamse Ultratop 50 - binnen: 08-09-2001 | "Tele-Romeo" in de Vlaamse Ultratop 50 - binnen: 08-09-2001 | "Tele-Romeo" in de Vlaamse Ultratop 50 - binnen: 08-09-2001 | "Tele-Romeo" in de Vlaamse Ultratop 50 - binnen: 08-09-2001 | "Tele-Romeo" in de Vlaamse Ultratop 50 - binnen: 08-09-2001 | "Tele-Romeo" in de Vlaamse Ultratop 50 - binnen: 08-09-2001 | "Tele-Romeo" in de Vlaamse Ultratop 50 - binnen: 08-09-2001 | "Tele-Romeo" in de Vlaamse Ultratop 50 - binnen: 08-09-2001 | "Tele-Romeo" in de Vlaamse Ultratop 50 - binnen: 08-09-2001 | "Tele-Romeo" in de Vlaamse Ultratop 50 - binnen: 08-09-2001 | "Tele-Romeo" in de Vlaamse Ultratop 50 - binnen: 08-09-2001 | "Tele-Romeo" in de Vlaamse Ultratop 50 - binnen: 08-09-2001 | "Tele-Romeo" in de Vlaamse Ultratop 50 - binnen: 08-09-2001 | "Tele-Romeo" in de Vlaamse Ultratop 50 - binnen: 08-09-2001 | "Tele-Romeo" in de Vlaamse Ultratop 50 - binnen: 08-09-2001 | "Tele-Romeo" in de Vlaamse Ultratop 50 - binnen: 08-09-2001 | "Tele-Romeo" in de Vlaamse Ultratop 50 - binnen: 08-09-2001 | "Tele-Romeo" in de Vlaamse Ultratop 50 - binnen: 08-09-2001 | "Tele-Romeo" in de Vlaamse Ultratop 50 - binnen: 08-09-2001 | "Tele-Romeo" in de Vlaamse Ultratop 50 - binnen: 08-09-2001 |
| Week                                                        | 1                                                           | 2                                                           | 3                                                           | 4                                                           | 5                                                           | 6                                                           | 7                                                           | 8                                                           | 9                                                           | 10                                                          | 11                                                          | 12                                                          | 13                                                          | 14                                                          | 15                                                          | 16                                                          | 17                                                          | 18                                                          | 19                                                          | 20                                                          | 21                                                          | 22                                                          | 23                                                          | 24                                                          | 25                                                          | 26                                                          | 27                                                          | 28                                                          |
| ----------------------------------------------------------- | ----------------------------------------------------------- | ----------------------------------------------------------- | ----------------------------------------------------------- | ----------------------------------------------------------- | ----------------------------------------------------------- | ----------------------------------------------------------- | ----------------------------------------------------------- | ----------------------------------------------------------- | ----------------------------------------------------------- | ----------------------------------------------------------- | ----------------------------------------------------------- | ----------------------------------------------------------- | ----------------------------------------------------------- | ----------------------------------------------------------- | ----------------------------------------------------------- | ----------------------------------------------------------- | ----------------------------------------------------------- | ----------------------------------------------------------- | ----------------------------------------------------------- | ----------------------------------------------------------- | ----------------------------------------------------------- | ----------------------------------------------------------- | ----------------------------------------------------------- | ----------------------------------------------------------- | ----------------------------------------------------------- | ----------------------------------------------------------- | ----------------------------------------------------------- | ----------------------------------------------------------- |
| Nummer                                                      | 1                                                           | 1                                                           | 1                                                           | 1                                                           | 1                                                           | 1                                                           | 1                                                           | 1                                                           | 1                                                           | 4                                                           | 4                                                           | 4                                                           | 4                                                           | 2                                                           | 2                                                           | 2                                                           | 6                                                           | 5                                                           | 5                                                           | 7                                                           | 9                                                           | 8                                                           | 12                                                          | 21                                                          | 25                                                          | 31                                                          | 22                                                          | 22                                                          |
| Week                                                        | 29                                                          | 30                                                          | 31                                                          | 32                                                          | 33                                                          | 34                                                          | 35                                                          | 36                                                          | 37                                                          | 38                                                          | 39                                                          | 40                                                          | 41                                                          | 42                                                          | 43                                                          | 44                                                          | 45                                                          | 46                                                          | 47                                                          | 48                                                          | 49                                                          | 50                                                          | 51                                                          | 52                                                          | 53                                                          | 54                                                          |                                                             |                                                             |
| Nummer                                                      | 10                                                          | 5                                                           | 4                                                           | 4                                                           | 6                                                           | 9                                                           | 7                                                           | 5                                                           | 7                                                           | 14                                                          | 15                                                          | 23                                                          | 31                                                          | 32                                                          | 30                                                          | 25                                                          | 33                                                          | 38                                                          | 25                                                          | 25                                                          | 27                                                          | 26                                                          | 25                                                          | 21                                                          | 27                                                          | 36                                                          | uit                                                         |                                                             |